# 贝蒂·伦诺克斯
贝蒂·伯尼丝·伦诺克斯（英語：Betty Bernice Lennox，1976年12月4日—），美国前职业篮球运动员。她曾效力于WNBA的明尼苏达山猫、西雅图风暴等球队。